# Нічия
Нічия́ — результат у матчі чи партії, де ніхто не виграв. Досягається за:
- рівної кількості голів в іграх з м'ячем (чи шайбою) як у футболі, хокеї тощо;
- згодою обох гравців у логічних іграх (шахи, рендзю тощо);
- теоретичної неможливості досягнення виграшу жодною зі сторін (наприклад, у шахах, коли на ігровому полі залишилися тільки королі; у рендзю — всі чи майже всі пункти дошки зайняті каменями так, що не залишається місця для постановки виграшної п'ятірки);
- рішенням суддів (бокс).

Через спеціальні правила нічия неможлива у деяких іграх, наприклад, го, де одна зі сторін (білі) спочатку отримує половину очка саме для уникнення можливості нічиєї.
Часом для недопущення нічиєї вводиться додатковий ігровий час (овертайм) і/або серія спроб заробити очки за спеціальних умов (пенальті, буліти).